# Xysticus paiutus
Xysticus paiutus är en spindelart som beskrevs av Willis J. Gertsch 1933. Xysticus paiutus ingår i släktet Xysticus och familjen krabbspindlar. Inga underarter finns listade i Catalogue of Life.